# Капитан
Капитан (във флота: капитан-лейтенант) (от латинската дума capitaneus – военачалник, което идва от caput – глава) е военно звание от младшия офицерски състав във въоръжените сили на България и на други държави. Присвоява се след званието старши лейтенант, а следващото звание, майор, е на старши офицер. 
| Военни звания            |         |               |
| младши: Старши лейтенант | Капитан | старши: Майор |

Капитан е най-старшият младши офицер. Използва се в сухопътните войски и военновъздушните сили. Във военноморските сили съответства на военното звание капитан-лейтенант. Обикновено командва войсковото подразделение рота.
В определен период от военната история на България за капитан в кавалерията се е използвало званието ротмистър, което е отговаряло на званието капитан в сухопътните войски. Званието ротмистър се използва в Русия в периода от 1801 до 1884 г.